# Carol City
Carol City è una località degli Stati Uniti d'America nella Contea di Miami-Dade dello Stato della Florida.
Dopo essere stato un census-designated place, dal 2003 è parte integrante del comune di Miami Gardens.
Si è chiamata Coral City fin quando su pressione della vicina e più grande Coral Gables ha modificato il proprio nome in quello attuale.